# Pinnacle Mountain
Pinnacle Mountain är ett berg i Kanada.   Det ligger i provinsen Alberta, i den centrala delen av landet, 3 000 km väster om huvudstaden Ottawa. Toppen på Pinnacle Mountain är 2 895 meter över havet. Pinnacle Mountain ingår i Bow Range.
Terrängen runt Pinnacle Mountain är huvudsakligen bergig, men den allra närmaste omgivningen är kuperad.Trakten runt Pinnacle Mountain är nära nog obefolkad, med mindre än två invånare per kvadratkilometer.. Närmaste större samhälle är Lake Louise, 10,9 km norr om Pinnacle Mountain. 
Trakten runt Pinnacle Mountain består i huvudsak av gräsmarker.